# HD 31764
HD 31764，又名BD+14 796，SAO 94240、HR 1600，是一颗恒星，视星等为6.09，位于銀經186.12，銀緯-16.94，其B1900.0坐标为赤經4h 53m 18.8s，赤緯+14° -16.94′ 25″。